# Pierre-Antoine Cousteau
Pour les articles homonymes, voir Cousteau.
Pierre-Antoine Cousteau, né le 18 mars 1906 dans le 17e arrondissement de Paris, et mort le 17 décembre 1958 dans le 15e arrondissement de Paris, est un journaliste et polémiste français. 
Collaborationniste convaincu et rédacteur en chef de l'hebdomadaire antisémite et pro-nazi Je suis partout à partir de 1943 après Robert Brasillach, il est condamné à mort lors de l'épuration.  Sauvé par son frère Jacques-Yves Cousteau qui intercéda auprès du général de Gaulle, sa peine est commuée en travaux forcés à perpétuité, puis il est finalement gracié par le président Vincent Auriol en 1953. Il reprend ensuite sa carrière dans des journaux comme Rivarol.
Fils de Pierre Daniel Cousteau et d'Élisabeth Marie Jeanne Cousteau, née Duranthon, il est le frère aîné de l'océanographe Jacques-Yves Cousteau.

## Carrière
D'abord homme « à l'extrême gauche de l'extrême gauche » (selon ce qu'il dit lui-même dans En ce temps-là), « le plus voltairien de nous tous », selon Lucien Rebatet, il est un pacifiste convaincu. Il évoluera peu à peu vers le fascisme, avec la rencontre de plusieurs journalistes de droite, en particulier Pierre Gaxotte, son mentor de l'époque (Gaxotte ensuite coupera tout lien avec ses anciens amis en 1944, et témoignera à charge lors des procès de l'épuration). Il renoue dans les années 1930 avec la tradition des canulars, promouvant par exemple Édouard Herriot, alors que celui-ci est en visite officielle en URSS, au grade fantaisiste de « colonel de l'Armée rouge ». Cette farce poursuivra l'ancien Président du Conseil longtemps après (cf. Mines de rien).
En avril 1932, Pierre Gaxotte le fait entrer à Je suis partout, journal auquel il participera activement, en compagnie de Lucien Rebatet et de Robert Brasillach. En 1941, de retour de captivité en Allemagne, il publie dans Je suis partout plusieurs articles antisémites consacrés aux juifs des États-Unis : « L'Amérique juive », « Promenade dans le ghetto de New York », « L'Amérique juive : Roosevelt ou Rosenfeld ? » et « L'Amérique juive : sur le sentier de la guerre », pays qu'il connaît bien pour y avoir vécu de 1920 à 1923, puis en 1929 et 1930.
En 1943, il succède à Robert Brasillach en prenant la direction de l'hebdomadaire Je suis partout. Antisémite, c'est un « ultra de la Collaboration » jusqu'à la fin de la guerre. Il est proche d’Otto Abetz. Il s'engage dans la Milice d'abord, puis dans le corps militarisé de cette dernière, la Franc-garde, en juin 1944, qui traque les résistants et assiège les maquis. Il participa notamment à une expédition contre des résistants. S'en défendant, il prétendit à son procès qu'il avait suivi ses compagnons de la Milice pour un reportage en Bretagne couvrant l'arrestation de trois résistants[source insuffisante].
Il considérait que l'Allemagne nazie représentait à l'époque, « malgré tous ses crimes, la dernière chance de l'homme blanc ». Lors de son procès pour ses actes de collaboration, en 1946, il apparaît ainsi comme un des rares inculpés à assumer ses actes. Il recevra toutefois le soutien du futur écrivain Jacques Yonnet, résistant, membre du Parti communiste français, qui témoignera à décharge et écrira : « C'était un ennemi loyal ».
Il est condamné à mort, peine commuée en travaux forcés à perpétuité, après l'intervention d'un certain nombre de personnalités du monde littéraire qui veulent leur éviter, à lui et Lucien Rebatet, la peine de mort (Marcel Aymé, Jean Anouilh, Jean Galtier-Boissière, André Gide et Albert Camus, par exemple), ainsi que son frère Jacques-Yves,. 
Il purge sa peine à la prison de Clairvaux en même temps que son collègue du journal Je suis partout, Lucien Rebatet. Tous deux y avaient été transférés depuis Fresnes, où ils attendaient leur exécution, avant que leur peine capitale soit commuée vers la Pâques 1947 par le président de la République Vincent Auriol.  
Pierre-Antoine Cousteau est finalement gracié en 1953 par Vincent Auriol et libéré la même année. Il collabore ensuite à l'hebdomadaire d'extrême droite Rivarol et à la revue Lectures françaises. Il publiera à nouveau quelques ouvrages, toujours dans un style détaché et ironique, notamment sur ses arrestations successives lorsqu'il est traqué dans toute l'Europe après la Libération (Les lois de l'hospitalité)[réf. nécessaire].

## Vie privée
Fils de Daniel Cousteau, il est le frère aîné de l'océanographe Jacques-Yves Cousteau. Marié en 1932 à Augusta Semaille (1908-1954) en premières noces et à Thérèse Gauzman en secondes noces (1954), Pierre-Antoine Cousteau a trois enfants, Jean-Pierre Cousteau (né le 14 décembre 1938), cardiologue et auteur d'une biographie de son père, et Françoise Cousteau, puis Perrine Cousteau née de sa deuxième union.

## Ouvrages
Pierre-Antoine Cousteau est l'auteur d'environ 4 000 articles. On compte parmi ses ouvrages :

### Livres
- L'Amérique juive, Paris, Les Éditions de France, 1942.
- Les Grandes Mystifications du siècle, Paris, Les Éditions de France, 1943.
- Hugothérapie ou Comment l'esprit vient aux mal-pensants, Bourg, Éditions Touristiques et Littéraires, 1954 (rééd. Via Romana, 2015).
- Mines de rien ou Les grandes mystifications du demi-siècle (préf. Lucien Rebatet, ill. Ralph Soupault), Paris, Éditions Touristiques et Littéraires, 1955.
- Après le déluge : pamphlets, Paris, La Librairie Française, 1956.
- Les Lois de l'hospitalité, Paris, La Librairie Française, 1957.
- En ce temps-là, Paris, La Librairie Française, 1959.

Posthumes
- Dialogue de vaincus (prison de Clairvaux, janvier-décembre 1950), texte inédit présenté par Robert Belot, (avec la collab. de Lucien Rebatet), Paris, Berg International, 1999.
- Proust digest, posthume, préf. Lucien Rebatet, Versailles, Via Romana, 119 p., 2014 [présentation en ligne].
- Intra muros, posthume, préf. de Ghislain de Diesbach, Versailles, Via Romana, 486 p., 2017.
- Pensées et aphorismes, posthume, avant-propos de Jean-Pierre Cousteau, préf. Xavier Éman, Paris, La Nouvelle Librairie, coll. Éternel Retour, 122 p., 2021.
- Portraits et entrevues, posthume, préf. Pierre-Alexandre Bouclay, Versailles, Via Romana, 410 p., 2023  (ISBN 978-2372711937)
- Jehanne au trou, pièce de théâtre posthume, Paris, Éditions Livr'Arbitres, 160 p., 2023  (ISBN 978-2494472006).
- Mon Amérique à moi : de la prohibition à l'après-guerre, posthume, Versailles, Via Romana, 335 p., 2025  (ISBN 978-2-37271-274-3)

### Écrits non encore édités (hors articles)
- Dictionnaire des aphorismes
- Lettres de prison
- La Main de l’Éternel (roman)
- La Petite Biographie de Mandel
- 500 000 affaires Dreyfus
- Anatole France digest
- Napoléon digest
- Rivarol digest
- Machiavel digest
- La Fontaine digest

### Écrits perdus
- Histoire de la guerre de Sécession américaine
- Histoire des guerres civiles
- Les Crétins solennels de la démocratie
- Vie de Staline
- Anthologie des atrocités françaises
- Batailles de l'Histoire de France et forces en présence
- Roman d'anticipation écrit à Fresnes en 1946
- Roman politique écrit avec Rebatet en 1950-1951
- Jacques Goddet digest